# Speciální kraj
Speciální kraje (čínsky v českém přepisu ťün, pchin-jinem jūn, znaky zjednodušené 军, tradiční 軍, doslova „vojenské“) byly historické správní celky v některých čínských státech v 10.–14. století. Zřizovala je vláda říše Sung v vojensky důležitých oblastech. Přetrvaly i v říši Jüan.

## Historie
Speciální kraje ťün (doslova „vojenské“) zakládala sungská vláda ve strategicky významných oblastech s velkými vojenskými posádkami, Byly jedním ze čtyř správních útvarů střední úrovně sungské administrativy vedle krajů čou, prefektur fu a výrobních prefektur ťien. Jejich počet dosahoval zhruba 45, přičemž celkově bylo útvarů střední úrovně přes 300.
Měly menší rozsah než běžné kraje, skládaly se jen ze dvou až tří okresů. Administrativu speciálního kraje zpravidla vedl pověřený správce sídelního okresu. Zachovány byly i v říši Jüan.